# Quetta (Schiff)
Die Quetta war ein 1881 fertiggestelltes Passagierschiff der britischen Reederei British India Steam Navigation Company, das zwischen 1883 und 1890 als Royal Mail Ship Passagiere, Fracht und Post von Großbritannien nach Australien transportierte. Am 28. Februar 1890 durchquerte die Quetta bei klarem Wetter und ruhiger See die Torres-Straße an der Küste des australischen Bundesstaats Queensland, als sie einen bis dahin nicht verzeichneten Unterwasserfelsen rammte, der sie aufriss und innerhalb von drei Minuten sinken ließ. 134 der 292 Menschen an Bord starben. Es ist bis heute das schwerste Schiffsunglück in der Geschichte von Queensland.

## Das Schiff
Das 3.302 BRT große Dampfschiff Quetta wurde 1881 auf der Werft von William Denny and Brothers in der schottischen Stadt Dumbarton auf dem Fluss Clyde gebaut. Der 115 Meter lange Rumpf war aus Eisen gebaut. Das Schiff verfügte über einen Einzelpropeller und die Takelage eines Dreimast-Schoners. Die zweizylindrigen Verbunddampfmaschinen leisteten bis zu 490 Nominal Horse Power und verhalfen dem Schiff zu einer Reisegeschwindigkeit von bis zu 13,5 Knoten. Die Quetta lief am 1. März 1881 vom Stapel und wurde am 19. Mai desselben Jahres fertiggestellt.

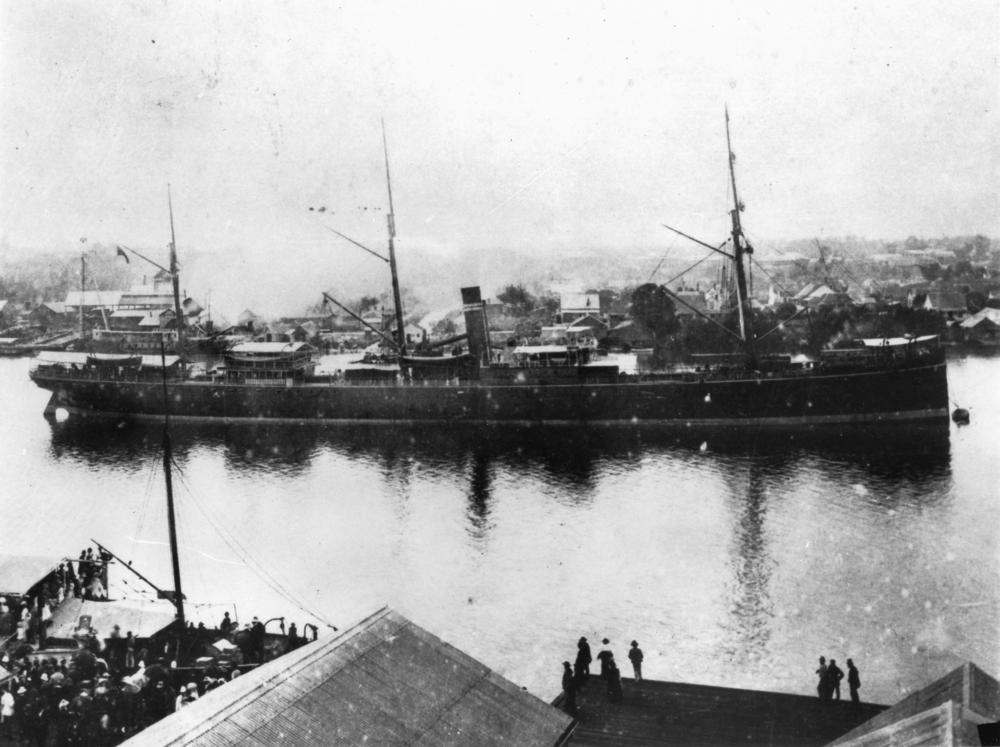
Die Quetta, um 1884

Die Quetta wurde von der British India Steam Navigation Company (oft nur British India Line genannt) in Auftrag gegeben, die sie in ihre Flotte von Dampfern einreihte, die für den Passagier- und Postverkehr nach Indien und in den Fernen Osten eingesetzt wurden. Ursprünglich war die Quetta für die Strecke London–Kalkutta–London vorgesehen, doch nach nur zwei Fahrten nach Indien wurde sie für die langen Fahrten nach Australien umgerüstet und mit entsprechenden Kühlvorrichtungen für den Transport von gefrorenem Fleisch versehen.
Die Regierung des australischen Bundesstaats Queensland war bemüht, eine regelmäßige Verbindung nach Großbritannien aufrechtzuerhalten. Die Quetta wurde auf die Route London–Brisbane gesetzt und lief am 5. Juni 1883 zum ersten Mal in Brisbane ein. Bis 1890 vollendete die Quetta elf Hin- und Rückfahrten auf der Strecke. Die Passagierunterkünfte waren für 72 Passagiere der Ersten Klasse und 32 Zwischendeckpassagiere ausgerichtet. Später wurde das Zwischendeck ausgebaut, da viele Auswanderer den Service nutzten. Die Quetta hatte zwei Schwesterschiffe, die 2971 BRT große Merkara (1875) und die 4707 BRT große Manora (1883). Auch diese beiden Schiffe dampften von London nach Brisbane. Das Namenspräfix RMS erhielt die Quetta, weil sie für die Queensland Royal Mail Line Post der Royal Mail von Großbritannien nach Australien brachte.
Zur Rettungsausrüstung gehörten 600 Schwimmwesten, acht Rettungsbojen und sieben Boote (drei Rettungsboote, ein Postboot, eine Jolle, ein Kutter und eine Gig).

## Der Untergang

### Auf dem Weg zur Torres-Straße
Am Dienstag, dem 18. Februar 1890 um 18 Uhr legte die Quetta in Brisbane unter dem Kommando von Kapitän Alfred Sanders zu ihrer zwölften Fahrt nach London ab. Sanders stand zum ersten Mal auf der Brücke der Quetta. Das Schiff hatte neben Passagieren, Fracht und Post auch einen Lotsen, Captain Eldred Keatinge, an Bord, der bei der Navigation durch die schwierigen Gewässer der als gefährlich geltenden Torres-Straße helfen sollte.
Die Quetta lief mehrere Häfen entlang der australischen Ostküste an, darunter Cooktown, das 24 Stunden später als geplant erreicht wurde. In Townsville stiegen 18 Passagiere zu, darunter vier Mütter mit Kindern. Insgesamt waren 121 Besatzungsmitglieder, 101 Passagiere (26 Erste Klasse, 75 Zwischendeck) und 70 indonesische Arbeiter von der Insel Java an Bord. Insgesamt waren es 292 Menschen, darunter 40 Frauen und 25 Kinder.
Der 28. Februar 1890 war ein Tag mit ruhiger See und klaren Wetterverhältnissen. Keatinge war es gewohnt, die Schiffe durch die Albany Passage nach Thursday Island zu leiten. Diese Passage war zwar eng und voller Strömungen, doch sie war der schnellere Weg und Keatinge hatte sie in der Vergangenheit bereits 13 Mal sicher durchquert. Kapitän Sanders hatte jedoch die Anweisung erhalten, durch den breiteren und tieferen Adolphus Channel zu dampfen, und bestand auf dieser Route.

### Untergang im Adolphus Channel
Am 28. Februar hatte die Quetta um 21 Uhr bereits einen Großteil der Strecke durch den Adolphus Channel zurückgelegt und befand sich etwa fünf Meilen in östlicher Richtung vor der Kap-York-Halbinsel, die umrundet werden sollte. An Bord liefen die Vorbereitungen für ein Konzert, das unter Beteiligung der Passagiere im Musiksalon stattfinden sollte. Um 21:14 Uhr erzitterte die Quetta plötzlich vom Bug bis zum Heck. Knarrende und schürfende Geräusche waren von unten zu vernehmen. Das Schiff war völlig unerwartet mit voller Fahrt auf die Spitze eines bisher in keiner Karte verzeichneten Unterwasserfelsens gelaufen, der die Schiffshülle vom Bug bis mittschiffs zum Maschinenraum aufschlitzte.
Die Quetta begann sofort mit dem Bug voran in einem 45-Grad-Winkel zu sinken. Kapitän Sanders beorderte die Passagiere zum Heck. Zahlreiche Menschen sprangen oder fielen über Bord. Obwohl der Schiffsrumpf in sieben wasserdichte Abteilungen aufgeteilt war, sank das Schiff in nur drei Minuten. Das Wasser drang schnell und in großen Mengen in die Bullaugen der unteren Decks und ertränkte Passagiere in ihren Kabinen. Als das kalte Seewasser die Kessel erreichte, explodierten sie.
Nachdem das Schiff gesunken war, breitete sich ein Mahlstrom von Trümmern und panischen Menschen aus, die ums Überleben kämpften und aneinander zerrten. Die meisten konnten nicht schwimmen und hielten nicht lang aus. Der Sog riss die meisten Menschen in die Tiefe, sodass später nur wenige Leichen gefunden wurden. Der Rettungskutter des Schiffs trieb ab und kenterte, aber der Quartiermeister James Oates schaffte es, dass er ausgeschöpft und aufgerichtet werden konnte. Rettungsboot Nr. 1 auf der Steuerbordseite unter dem Kommando des Dritten Offiziers Thomas Babb war das einzige Rettungsboot der Quetta, das sicher zu Wasser gelassen werden konnte. Es war zwar beschädigt und leckgeschlagen, konnte aber viele Überlebende aus dem Wasser bergen, darunter Kapitän Sanders.
Die anderen Rettungsboote gingen mit dem Schiff unter oder wurden zertrümmert. Zahlreiche Passagiere klammerten sich an treibende Wrackteile und gekenterte Boote. Gegen Mitternacht trafen das Boot und der Kutter aufeinander und steuerten die nahe Insel Mount Adolphus Island an, wo sie etwa 80 Überlebende absetzten. Sanders schickte den Kutter dann erneut los, um nach weiteren Menschen zu suchen. Nach einer Nacht und einem Tag ohne Nahrung und Wasser auf Mount Adolphus Island wurden die Schiffbrüchigen von dem kleinen Dampfer Albatross gerettet, der zusammen mit dem Hilfskreuzer Merrie England von Port Kennedy auf Thursday Island aus losgeschickt worden war, um nach Überlebenden zu suchen. Die Albatross maß die Wassertiefe per Lot und lokalisierte den Felsen, mit dem die Quetta zusammengestoßen war. Die Geretteten wurden nach Thursday Island gebracht.

## Nachspiel
Von den 292 Passagieren und Besatzungsmitgliedern kamen 134 durch den Untergang ums Leben. Von den 40 Frauen überlebten vier, von den 25 Kindern eines. Besonders die Stadt Brisbane wurde schwer von dem Unglück getroffen, da die meisten Opfer von dort stammten. Viele angesehene und bekannte Persönlichkeiten der Stadt waren an Bord gewesen und starben beim Untergang, darunter der bekannte Lokalpolitiker Claudius Buchanan Whish mit seiner Ehefrau Anne Ker Whish, John Watson, einer der Mitbegründer der Buchdruckerei Watson, Ferguson and Company mit seiner Ehefrau Elizabeth Selim Watson, Alexander Archer, Direktor der Bank-of-New-South-Wales-Niederlassung in Brisbane und seine Frau Mary Louisa Mackenzie Archer, eine Tochter von Sir Robert Mackenzie, sowie Reuben Nicklin, Großvater des späteren Premierministers von Queensland, Francis Nicklin und seine Frau, Jane Lahey Nicklin. Ihre 19-jährige Tochter Alice Elizabeth Nicklin war eine der wenigen überlebenden Frauen.
Der gerettete Säugling, ein Mädchen, konnte nicht identifiziert werden. Einer der Männer an Bord der Merrie England, Captain Edmund Brown, adoptierte das Kind, da er und seine Frau kinderlos waren. Es bekam den Namen Cecil Lechmere Brown. Zwar wurde das Mädchen meistens Cissy gerufen, doch auch der Spitzname Quetta setzte sich durch. Über die Identität des Kinds gab es zahlreiche Spekulationen, aber nie eine endgültige Feststellung.
Das Marine Board of Inquiry untersuchte das Unglück und sprach Sanders und Keatinge von jeder Schuld frei, da der Felsen, mit dem die Quetta kollidiert war, bis dahin nicht bekannt war. Zum Gedenken an die Todesopfer wurde im Jahr 1893 auf Thursday Island die anglikanische Kirche Quetta All Souls Memorial Church errichtet. In ihr werden ein Kompass, eine Rettungsboje und andere Gegenstände aufbewahrt, die aus dem Wrack geborgen werden konnten. In ihrem Kirchturm läutet bis heute die Schiffsglocke der Quetta. Das Wrack des Schiffs liegt auf Position 10° 42′ 28,8″ S, 142° 23′ 35,4″ O in 18 m Tiefe. 1981 wurde es zum Historic Shipwreck („Historisches Schiffswrack“) erklärt und steht damit unter dem Schutz des Historic Shipwrecks Act von 1976. Der Felsen, auf den das Schiff prallte, bekam den Namen Quetta Rock und wurde in die Seekarten aufgenommen. Der Untergang der Quetta ist bis heute das schwerste Schiffsunglück, mit dem der Bundesstaat Queensland in Verbindung gebracht wird.